# ハインリッヒ・エルフレ
ハインリッヒ・エルフレ（Heinrich Valentin Erfle, 1884年4月11日 - 1923年4月8日）は広角接眼レンズの発明で知られるドイツの光学設計者。
当初シュタインハイルで働き、1909年にカール・ツァイスの望遠鏡部門に移った。1917年に見掛け視界60度以上のエルフレ式接眼鏡を発明。イェーナで死去。